# کالین هایل
کالین هایل (انگلیسی: Colin Hoyle؛ زادهٔ ۱۵ ژانویهٔ ۱۹۷۲) بازیکن فوتبال اهل بریتانیا است.
از باشگاه‌هایی که در آن بازی کرده‌است می‌توان به باشگاه فوتبال برادفورد سیتی، باشگاه فوتبال چسترفیلد، باشگاه فوتبال آرسنال، باشگاه فوتبال نوتس کانتی، باشگاه فوتبال بارنزلی، باشگاه فوتبال ووستر سیتی، باشگاه فوتبال بوستون یونایتد، باشگاه فوتبال گرزلی، باشگاه فوتبال داگنم و ردبریج، باشگاه فوتبال بارتون آلبیون، و باشگاه فوتبال منزفیلد تاون، باشگاه فوتبال ایلکستون، باشگاه فوتبال نانیتون تاون، باشگاه فوتبال بارتون آلبیون، و باشگاه فوتبال بارتون آلبیون، اشاره کرد.